# العالم قبل الطوفان

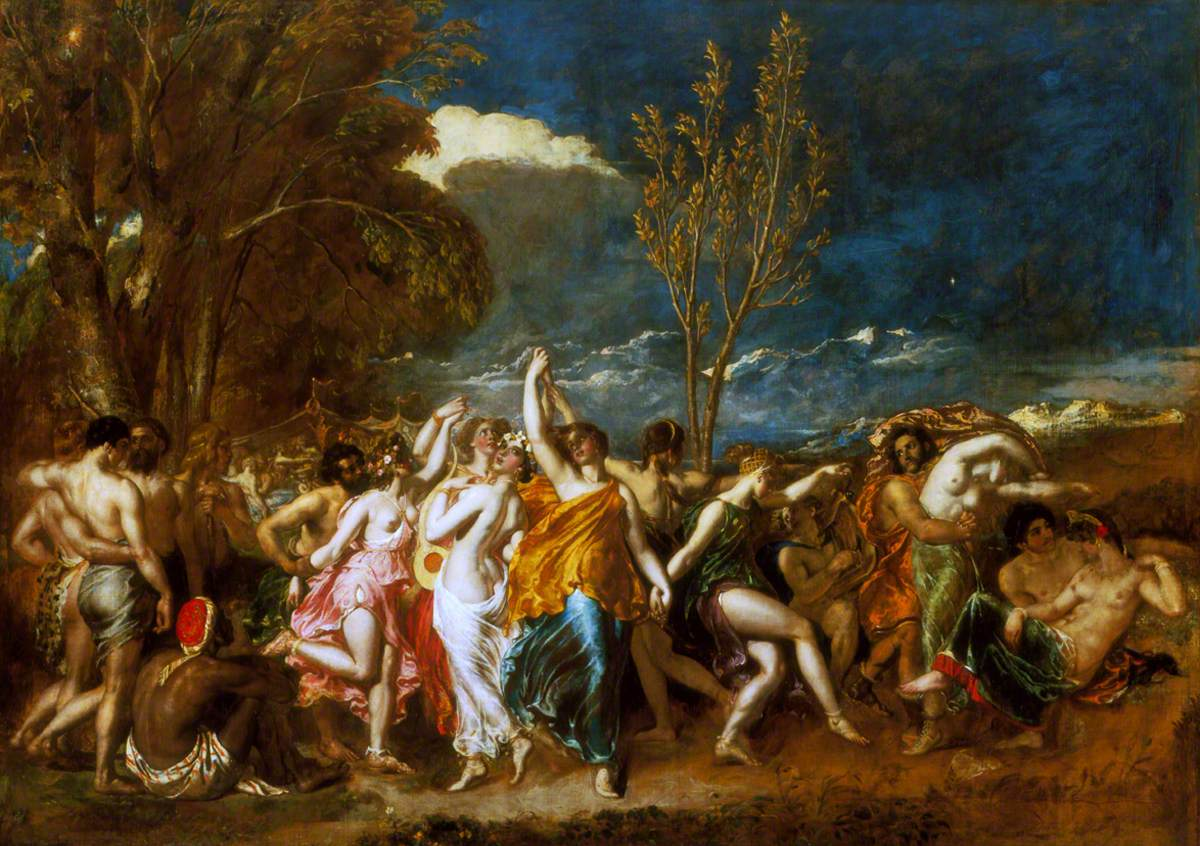
العالم قبل الطوفان، 1828 (140X202.3 سم)

العالم قبل الطوفان هي لوحة زيتية رُسمتْ على قماش من قبل الفنان الإنجليزي وليام إيتي ، عرضت لأول مرة في عام 1828 وهي حاليا في معرض مدينة ساوثهامبتون للفنون. وهو يصور مشهدًا من الفردوس المفقود لجون ميلتون، حيث يرى العالم من بين سلسلة من رؤى المستقبل لآدم ، يرى العالم قبل الطوفان العظيم. توضح اللوحة مراحل المغازلة كما وصفها ميلتون. مجموعة من الرجال يختارون زوجات من مجموعة من النساء الراقصات، ويرسمن المرأة المختارة من المجموعة، ويستقرن للحياة الزوجية. وراء مجموعة المغازلة، تلوح في الأفق عاصفة قادمة، رمز للتدمير الذي يوشك الراقصون والعشاق على تحقيقه بأنفسهم.
عندما عُرضَتْ اللوحة لأول مرة في المعرض الصيفي للأكاديمية الملكية عام 1828 ، جذبت حشودًا كبيرة، وقسّمتْ الرأي النقدي بشدة.وقد أشاد بها كثير من النقاد الذين اعتبروها من بين أروع الأعمال الفنية في البلاد. وقد أدان مراجعون آخرون ذلك على أنه فظ، لا طعم له، مُهين، وسئ التنفيذ.
تم شراء اللوحة في المعرض الصيفي من قبل ماركيز ستافورد .تم بيع اللوحة بخسارة كبيرة في عام 1908، وذلك بعد فترة طويلة من سقوط إيتي من عالم الفن، وتم بيعها مرة أخرى في عام 1937 بخسارة كبيرة أخرى إلى معرض مدينة ساوثامبتون للفنون، حيث لا تزال موجودة هناك. تم تحديد عمل آخر لمؤسسة Etty ، تم بيعه كمشهد Bacchanalian في عام 1830 ثم أعيد تسميته لاحقًا بالمناظر الطبيعية مع الأرقام، في عام 1953 كرسم مبدئي للزيت للعالم قبل الطوفان وتم شراؤه من قِبل York Art Gallery. تم عرض اللوحتين معًا كجزء من معرض استعادي كبير لعمل إيتي في الفترة 2011-2012.

## الخلفية

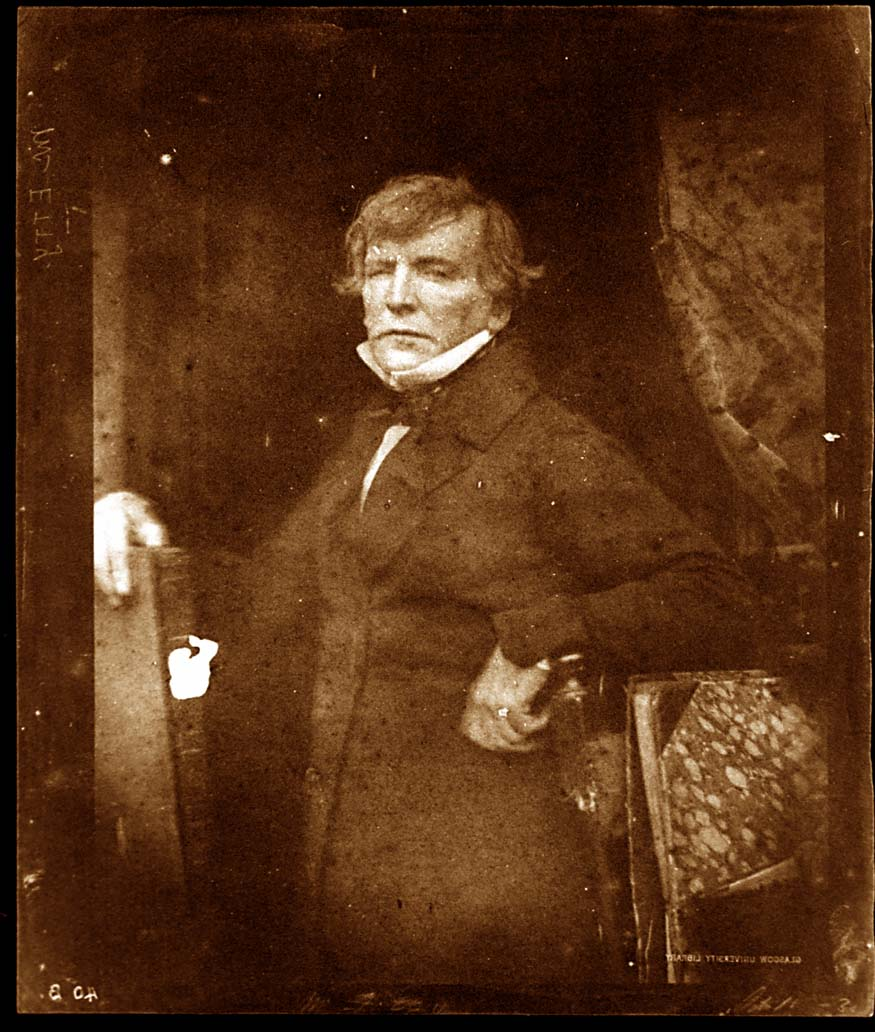
وليام إيتي, 1844

ولد وليام إيتي في عام 1787 ، وهو ابن خباز ومطحنة يورك. في 8 أكتوبر 1798 ، في سن الحادية عشر، تم تدريبه كطابعة لروبرت بيك من هال، ناشر الصحيفة المحلية في هال باكيت. عند استكمال تدريبه المهني الذي استمر سبع سنوات، انتقل إلى سن 18 عامًا في لندن، بهدف أن يصبح رسامًا للتاريخ في تقاليد الأساتذة القدامى. تأثر بقوة بأعمال تيتيان وروبنز، وقدم لوحات إلى الأكاديمية الملكية للفنون والمؤسسة البريطانية، وكلها إما رفضت أو لم تحظ باهتمام كبير عند عرضها.
في عام 1821 وافقت الأكاديمية الملكية وعرضت واحدة من أعمال إيتي، وصول كليوباترا في كيليكية (المعروف أيضا باسم انتصار كليوباترا).  استقبلت اللوحة بشكل جيد للغاية، وأبدى كثير من زملاء إيتي الفنانين إعجابًا كبيرًا به. تم انتخابه كأكاديمي ملكي كامل في عام 1828، في ذلك الوقت كان الشرف الأكثر شهرة للفنان. أصبح محترماً بشكل جيد لقدرته على التقاط نغمات اللحم بدقة، ولسحره مع التناقضات في لون البشرة. في العقد التالي لمعرض كليوباترا إيتي حاول تكرار نجاحه من خلال رسم شخصيات عارية في البيئات العلوية والكتابية والأسطورية.
على الرغم من أن بعض الصور العارية من قبل الفنانين الأجانب كانت تُقام في مجموعات خاصة للغة الإنجليزية، إلا أن البلاد لم يكن لديها أي تقليد لتصوير شخصيات غير معلن عنها، كما أن عرض هذه المواد وتوزيعها على العامة قد تم قمعها منذ إعلان عام 1787 لإثارة الندم. كان إيتي أول فنان بريطاني متخصص في لوحات العراة، وكان رد فعل الجمهور غير المتعلم على هذه اللوحات سبباً للقلق طوال القرن التاسع عشر.  ندد العديد من النقاد بتصويره المتكرر لعرق الإناث باعتباره غير لائق، على الرغم من صوره الشخصية من الذكور في حالة مماثلة من خلع ملابسه بشكل جيد بشكل عام.